# The Desolate One
Albums de Just-Ice
Kool & Deadly
(1987) Masterpiece
(1990)
The Desolate One est le troisième album studio de Just-Ice, sorti en 1989.
L'album s'est classé 19e au Top R&B/Hip-Hop Albums.

## Liste des titres
| No | Titre                                 | Contient un (des) sample(s) de                                                  | Durée |
| -- | ------------------------------------- | ------------------------------------------------------------------------------- | ----- |
| 1. | The Desolate One                      | Superman Lover de Johnny « Guitar » Watson Can't Hide Love d'Earth, Wind & Fire | 5:02  |
| 2. | And Justice for All                   | Breakdown de T La Rock                                                          | 4:08  |
| 3. | Hardhead                              |                                                                                 | 4:30  |
| 4. | Welfare Recipients                    |                                                                                 | 4:33  |
| 5. | Na Touch da Just                      | Big Belly Man d'Admiral Bailey Bam Bam de Tiger                                 | 3:00  |
| 6. | It's Time I Release                   | One Step Beyond de Jackie Mittoo and The Soul Vendors                           | 4:32  |
| 7. | In the Jungle                         |                                                                                 | 3:42  |
| 8. | Hijack                                | Hijack d'Enoch Light                                                            | 4:27  |
| 9. | Ram Dance Session (featuring Heavy D) |                                                                                 | 4:41  |